# Galve de Sorbe
Galve de Sorbe – gmina w Hiszpanii, w prowincji Guadalajara, w Kastylii-La Mancha, o powierzchni 49,36 km². W 2011 roku gmina liczyła 121 mieszkańców.